# ملعب مرشان
ملعب مرشان، هو أحد أقدم الملاعب المغربية، يوجد بمنطقة مرشان بمدينة طنجة، افتتح سنة 1939، وبناه الأروبيون الذين كانوا يمارسون كرة القدم بطنجة، في الفترة التي كانت فيه المدينة منطقة دولية.
يتسع الملعب لحوالي 20.000 متفرج، وله عشب طبيعي، ويتوفر على حلبة لألعاب القوى من 6 ممرات.

## تاريخ ملعب مرشان

### الفترة الدولية
احتضن ملعب مرشان خلال فترة الأربعينات والخمسينات عدة أندية مستقرة بطنجة، خاصة الإسبانية منها.
في الأربعينات كان ملعب مرشان معقلا لفريق «الاتحاد الرياضي الإسباني» الذي كان يلعب في القسم الثاني الاحترافي في إسبانيا.
وعلى هذا الملعب استقبل الفريق الإسباني المذكور فرقا عريقة مثل مالقا وقادس وريال بيتس وإشبيلية وريكرياتيفو هويلفا وخيريس.

### بعد الاستقلال
في 1956 حاز المغرب على استقلاله من الاستعمار الفرنسي والإسباني، وفي 1957 ستلتحق طنجة بباقي التراب المغربي المستقل بعد انتهاء الانتداب الدولي، ليكون ملعب مرشان على موعد مع تاريخ جديد.
في 1956 سينتقل فريق «الاتحاد الرياضي الإسباني» إلى مدينة سبتة المحتلة، ليصبح الملعب فضاءً مفتوحا للأندية المغربية المحلية.
وبعد الاستقلال استضاف ملعب مرشان الدوري المحدد لتصنيف أندية البطولات الرسمية في المغرب، بمشاركة مجموعة من الأندية الممثلة للمدن الشمالية المغربية.
وتحول ملعب مرشان بعد ذلك إلى معقل لأندية عريقة في طنجة مثل نهضة طنجة ونادي الشرطة ووداد طنجة.

### مرحلة اتحاد طنجة
في 1983 سينشأ فريق اتحاد طنجة، بعدما وحدت عدة أندية محلية قواها، وفي 1987 سيحقق هذا الفريق الصعود للقسم الأول، معيدا الأمجاد إلى ملعب مرشان.
وأصبح ملعب مرشان المعقل الرئيسي لاتحاد طنجة، حيث ستعيش الجماهير المحلية عدة لحظات سعيدة على مدرجاته، أبرزها فترات الصعود واللعب على لقب البطولة سنة 1990، بالإضافة إلى لحظات حزن، آخرها كان سقوط الفريق إلى القسم الثاني سنة 2007.

### الوضعية الراهنة
في 26 أبريل 2011 سيفتتح ملعب طنجة الكبير، وبعد عام من ذلك سيصبح الملعب الرسمي لفريق اتحاد طنجة، ليتحول ملعب مرشان لاستقبال مباريات فرق الهواة.
بعد مغادرة اتحاد طنجة طال الإهمال ملعب مرشان، حيث تدنى الاهتمام بالعشب والمدرجات وغرف اللاعبين والحكام وحلبة ألعاب القوى وباقي المرافق.
في بداية موسم 2014 - 2015 سيعود فريق اتحاد طنجة لملعب مرشان، وذلك بعد إقفال ملعب طنجة الكبير استعدادا لكأس إفريقيا للأمم 2015، وأيضا بالنظر للتكلفة المرتفعة لاستغلال الملعب الجديد وابتعاده عن مركز المدينة. وفي الوقت الحالي، تم هدم الملعب وتحويله لمنتزه عام يضم ملاعب عمومية صغيرة وممشى.

## أحداث بارزة احتضنها الملعب
- مباريات دولية ودية للمنتخب المغربي، آخرها مباراة المغرب و السنغال سنة 1999.
- نهائي كأس العرش سنة 1976
- مبارتا نصف نهائي كأس العرش سنة 2007
- ملتقى طنجة الدولي لألعاب القوى سنوات: 2008، 2009، 2010.
- كأس ابن بطوطة الدولية الودية للأندية.